# Ann Foster
Pour les articles homonymes, voir Foster.
Ann Foster (c. 1617 - 3 décembre 1692) est une veuve d'Andover accusée de sorcellerie lors des procès des sorcières de Salem qui se sont déroulés aux États-Unis à la fin du XVIIe siècle,.

## Biographie
Ann Foster a épousé Andrew Foster et s'est installée à Andover, dans le Massachusetts. Ils ont eu cinq enfants : Andrew, Abraham, Sarah (Mme Kemp), Hannah (Mme Stone, tuée en 1689 par son mari, Hugh Stone, qui fut pendu), et Mary (Mme Lacey).
En 1692, lorsqu'une femme nommée Elizabeth Ballard a contracté une fièvre qui a dérouté les médecins, la sorcellerie a été soupçonnée et une recherche de la sorcière responsable a commencé. Deux jeunes femmes du village de Salem, Ann Putnam et Mary Walcott (en), deux des afflicted girls, ont été emmenées à Andover pour aider à découvrir la sorcière et sont tombées en crise à la vue d'Ann Foster. Celle-ci, veuve depuis sept ans, a été arrêtée et emmenée à la prison de Salem. Sa fille, Mary Foster Lacey (Mary Lacey Sr.), et sa petite-fille, Mary Lacey Kemp (Mary Lacey Jr.), ont également été accusées de sorcellerie.
La lecture des transcriptions du procès révèle qu'Ann Foster a résisté à confesser les crimes dont elle était accusée, bien qu'elle ait été mise à la question (c'est-à-dire torturée) plusieurs fois sur une période de plusieurs jours.
Sa résolution a été ébranlée lorsque sa fille, Mary Lacey Sr., également accusée de sorcellerie, a accusé sa propre mère Ann du crime, espérant se sauver elle-même et son enfant. Les aveux ultérieurs d'Ann Foster étaient une tentative pour protéger sa fille.
Condamnée, Ann Foster est décédée dans la prison de Salem le 3 décembre 1692, à l'âge de 75 ans environ, après 21 semaines d'emprisonnement avant que les procès ne soient discrédités et clos. Son fils, Abraham, a par la suite demandé aux autorités de la réhabiliter et de rembourser à la famille les dépenses liées à son incarcération et à son enterrement.